# 메리 로즈

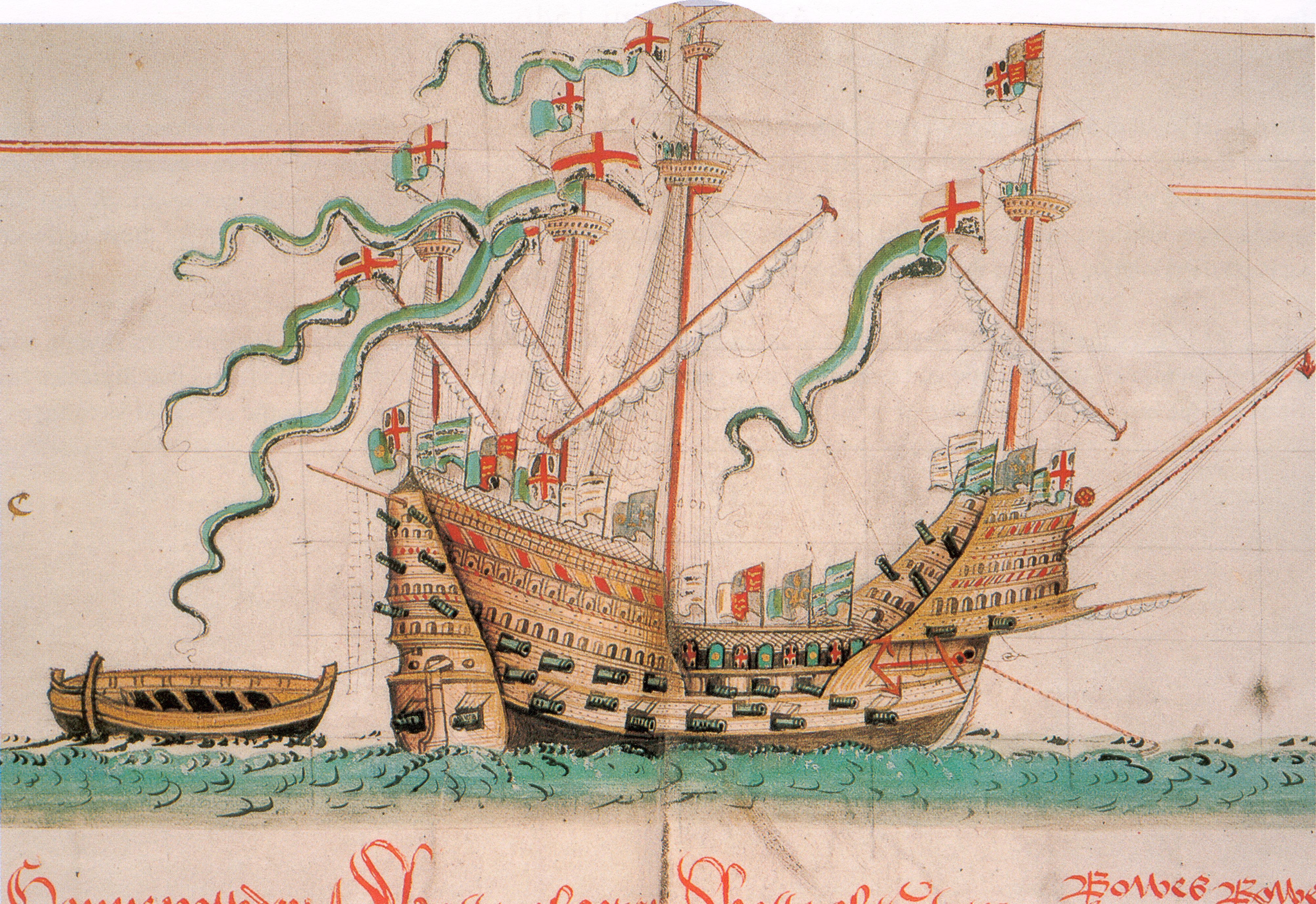

메리 로즈(Mary Rose)는 헨리 8세(King Henry VIII)의 영국 튜더 왕조 해군의 수송선이었다. 이 배는 1511년에 진수되어 프랑스, 스코틀랜드, 브르타뉴와 여러 차례 전쟁을 벌이며 34년 동안 복무했다. 1536년에 실질적으로 재건된 후, 이 배는 1545년 7월 19일에 마지막 행동을 보였다. 이 배는 프랑스 침공 함대의 갤리선에 대한 공격을 이끌었지만 아일오브와이트주 북쪽 해협인 솔런트 해협에서 침몰했다.
메리 로즈호의 난파선은 1971년에 발견되었으며 1982년 10월 11일 메리 로즈 트러스트(Mary Rose Trust)에 의해 역사상 가장 복잡하고 비용이 많이 드는 해상 구조 프로젝트 중 하나로 인양되었다. 배의 살아남은 부분과 수천 개의 복원된 유물은 튜더 시대의 타임캡슐로서 큰 가치를 지닌다. 메리 로즈호의 발굴 및 인양은 해양 고고학 분야에서 이정표였으며 복잡성과 비용 면에서 17세기 스웨덴 전함 바사호(Vasa)를 1961년 인양한 것과 비교할 수 있다. 메리 로즈 유적지는 1973년 난파선 보호법(Protection of Wrecks Act 1973)에 따라 지정되었다. 법정 문서 1974/55에 의함. 난파선은 히스토릭 잉글랜드(Historic England)에서 관리하는 보호된 난파선이다.
발견물에는 무기, 항해 장비, 해군 보급품 및 승무원이 사용하는 다양한 물건이 포함된다. 많은 유물은 메리 로즈의 고유한 것이며 해전부터 악기의 역사에 이르기까지 다양한 주제에 대한 통찰력을 제공했다. 선체의 잔해는 복원 작업이 진행되는 동안 1980년대 중반부터 포트머스 히스토릭 독야드(Portsmouth Historic Dockyard)에 전시되어 왔다. 선박의 잔해와 유물을 전시하기 위해 지어진 메리 로즈 박물관(Mary Rose Museum)에는 잘 보존된 광범위한 유물 컬렉션이 전시되어 있다.
메리 로즈는 30년이 넘는 간헐적 전쟁을 통해 영국 해군에서 가장 큰 선박 중 하나였으며 특수 제작된 항해 전함의 최초 사례 중 하나였다. 이 배는 최근에 발명된 총구를 통해 발사할 수 있는 새로운 유형의 중포로 무장했다. 이 배는 1536년에 실질적으로 재건되었으며, 전선 전술이 아직 개발되지 않았음에도 불구하고 현측을 발사할 수 있는 최초의 군함 중 하나였다. 역사적 기록, 16세기 조선에 대한 지식, 현대 실험을 바탕으로 메리 로즈의 죽음을 설명하려는 여러 이론이 있었다. 침몰의 정확한 원인은 상충되는 증언과 결정적인 증거가 부족하기 때문이다.

## 같이 보기
- 바사호